# Dalian Shide FC
El Dalian Shide Football Club fou un club de futbol de la Xina, de la ciutat de Dalian, a la província de Liaoning.
Va jugar al campionat xinès entre 1955 i 2012. Va ser fundat el 1955 com a Dalian Shipyards, i el 1982 fou adquirit pel govern local i adoptà el nom Dalian Football Club. El 1993 esdevingué completament professional amb el nom Dalian Wanda FC i guanyà el campionat nacional el 1994. Més tard, el grup Shide Group adquirí el club i canvià el nom per Dalian Shide. El 30 de novembre de 2012, el Dalian Shide fou adquirit per l'Aerbin Group i es fusionà dins del club Dalian Aerbin FC.
Evolució del nom:
- 1955-1982: Dalian Shipyards
- 1983-1992: Dalian Football Club
- 1993-1993: Dalian Hualu
- 1994-1998: Dalian Wanda
- 1999-1999: Dalian Wanda Shide
- 2000-2012: Dalian Shide

## Palmarès
- Lliga xinesa de futbol:[5]
  - 1994, 1996, 1997, 1998, 2000, 2001, 2002, 2005

- Copa xinesa de futbol:[6]
  - 1992, 2001, 2005

- Supercopa xinesa de futbol:
  - 1997, 2001, 2003